# Tomás Rosés
Tomás Rosés Ibbotson (Liverpool, Reino Unido, 1883 - , Barcelona, España, 17 de marzo de 1948) fue un banquero y empresario textil español, que presidió el Fútbol Club Barcelona entre 1929 y 1930.

## Biografía
Tomás Rosés era el hijo primogénito de Ramon Rosés Feliu y Flora Ibbotson Wright. Pertenecía a una saga de industriales catalanes iniciada en 1837 por su bisabuelo, Josep Rosés Trinxet, fundador de una compañía metalúrgica que posteriormente amplió con una fábrica de tejidos de algodón, Roses y Compañía, S. en C., que se convirtió en una importante colonia industrial en Cornellá de Llobregat.
Durante su juventud su padre le envió a Inglaterra para trabajar en una empresa de tejidos de algodón, llegando a ocupar el cargo de director de una gran hilatura de 137 000 púas. Con la experiencia adquirida, regresó a Cataluña para trabajar a las órdenes de su padre, introduciendo mejoras en la calidad y productividad de la fábrica textil que los Rosés tenían en Cornellá. 
En 1914 Ramon Rosés se retiró del negocio, dejando la empresa textil en manos de su hijo Tomás y sus hermanos, Manuel y Antonio, quienes renombraron la compañía como Hermanos Rosés S. en C.. En 1921, tras la muerte de su padre, Tomás Rosés compró las participaciones de sus hermanos y se hizo con el control total del negocio, que transformó en la sociedad Algodonera Tomás Rosés S.A..  
Paralelamente, expandió el negocio familiar en el sector financiero. Si bien el departamento comercial de la empresa textil Rosés y Compañía ya venía realizando operaciones financieras desde el siglo XIX, fue en 1930 cuando se convirtió plenamente en banca comercial, al constituirse la sociedad anónima Banca Rosés, S.A., con Tomás Rosés como gerente.  

### Presidencia del FC Barcelona
Tomàs Rosés tuvo un papel activo en la vida social barcelonesa, siendo miembro de la junta del Gran Teatro del Liceo. Deportista practicante, organizó y participó en regatas náuticas. Aficionado también al fútbol, en 1928 ingresó en la junta directiva del Fútbol Club Barcelona que presidía Arcadi Balaguer, quien dimitió un año más tarde. La asamblea del 23 de marzo de 1929 eligió a Rosés como su sucesor en la presidencia. Su primera decisión, nada más acceder al cargo, fue contratar al inglés James Bellamy como entrenador del primer equipo, ya que Romà Forns había renunciado al banquillo con la marcha de Balaguer. Apenas tres meses después, el 30 de junio de 1929, el club se proclamó campeón de la primera edición de la liga española. 
La temporada 1929/30 se inició también con éxito, con la conquista del campeonato de Cataluña. La racha triunfal parecía tener continuidad en la liga, con un arranque brillante de seis victorias consecutivas —el mejor inicio en la historia del club hasta 2013— hasta que los azulgranas encadenaron dos dolorosas derrotas, ante el RCD Español (4-0) y el Real Madrid (1-4). La directiva reaccionó contundentemente, anunciando que algunos futbolistas serían apartados del equipo en la segunda vuelta de liga por su bajo rendimiento. La junta de Rosés aplicó severas sanciones ante cualquier atisbo de indisciplina, como una multa de 300 pesetas a Ramón Guzmán por bajo rendimiento, una de 250 pesetas a Enrique Mas por viajar a Palafrugell para visitar a su familia sin permiso del club o una multa de 25 pesetas a Josep Saló por acudir a un salón de baile. Finalmente, los jugadores estallaron en una de las mayores rebeliones jamás protagonizada por un plantel del FC Barcelona.
Toda la plantilla profesional del club, formada por una cuarentena de futbolistas, hizo llegar a los medios de comunicación una carta donde defendía su profesionalidad y criticaba duramente las actuaciones de la directiva y, en especial, del presidente Rosés:

Ha sido dicho por individuos de la actual junta que las derrotas que nos han infringido recientemente el Español y el Real Madrid obedecían a un "plante" por nuestra parte. Esto, como es natural, nos ha herido en lo más hondo de nuestros sentimientos, máximo cuando en infinidad de ocasiones hemos manifestado nuestro amor al club [...] Si tuviésemos que exponer todas las desconsideraciones de que hemos sido objeto, no terminaríamos nunca [...] La actual junta directiva nos ha hecho muchas promesas y no ha cumplido ninguna. Todavía esperamos el premio que el presidente nos prometió después de un triunfo sobre el RCD Español, poco después de asumir la presidencia. El señor Rosés ha confundido un club de fútbol con una casa de comercio y ha caído en injusticias y desconsideraciones, que han sido la causa de los antagonismos que en alguna ocasión se han producido entre los jugadores. Se ha montado alrededor nuestro un lamentable servicio de espionaje [...] Los desaciertos y la política que sigue la actual junta directiva llevan al club a la más grande de las humillaciones y vergüenzas.

La respuesta no menos contundente de Rosés y su junta fue suspender de sueldo durante catorce días a los firmantes del comunicado. Únicamente la mediación del futuro presidente Josep Suñol permitió firmar la paz, una vez que los futbolistas se retractaron de sus acusaciones. Fue demasiado tarde para enderezar la situación deportiva, y el Athletic Club aprovechó las tensiones internas barcelonistas para conquistar la liga y la copa.
Tomás Rosés tuvo que dejar la presidencia del FC Barcelona en la asamblea del 30 de junio de 1930, debido a la rotación de cargos que imponía el reglamento interno de la entidad. Fue nombrado socio de mérito del club y Gaspar Rosés fue elegido como su sucesor en la presidencia.

### Vida personal
Rosés se casó con María de Milans Pigrau, con quien tuvo seis hijos, que tras su muerte en 1948 heredaron los negocios paternos, aunque los conservaron por poco tiempo. En 1957 Banca Rosés fue vendida a un grupo de empresarios, que cambiaron su denominación por Banco Condal. Un año después cerró la fábrica algodonera.